# María Duval (Schauspielerin, 1937)
María Duval (geb. María Dussauge Ortiz; * 2. August 1937 in Santiago de Querétaro) ist eine mexikanische Schauspielerin und Sängerin.
Duval begann ihre Laufbahn mit Auftritten in Fernseh- und Theaterproduktionen in Mexiko-Stadt. Ihr Filmdebüt hatte sie 1959 in dem Musical Melodías inolvidables. Anfang der 1960er Jahre nahm sie mehrere Musikalben auf, zugleich arbeitete sie weiter an ihrer Filmkarriere. Mehrfach arbeitete sie mit Schauspielern wie El Santo, Marc Antonio Campos, Gaspar Hernaine und Antonio Aguilar zusammen. Den Höhepunkt ihres Erfolges hatte sie im Jahr 1966, in dem sieben Filme mit ihr entstanden. Duval ist die Tante der Schauspielerin Consuelo Duval und Großtante der Schauspieler Michel Duval und Paly Duval.
Ihr schauspielerisches Schaffen umfasst rund 50 Produktionen, nur äußerst selten arbeitete sie für das Fernsehen. Zuletzt trat sie Mitte der 1990er Jahre als Schauspielerin in Erscheinung.